# Grainnè Hambly
Grainnè Hambly (...) è una musicista irlandese.
Grainne proviene dalla contea di Mayo, nella parte occidentale della Repubblica d'Irlanda e si è laureata alla Queen's University di Belfast. Ha iniziato a suonare musica tradizionale irlandese con un flauto dolce in età precoce, prima di passare alla fisarmonica e in seguito l'arpa.
Negli ultimi anni, Grainne si è esibita in tutta Europa e negli Stati Uniti. È anche insegnante di musica tradizionale irlandese e frequenta molti corsi estivi e festival sia in Italia e all'estero.

## Discografia
- Between the Showers
- Golden Lights & Green Shadows
- The Thorn Tree